# Curcuma xanthella
Curcuma xanthella là một loài thực vật có hoa trong họ Gừng. Mẫu định danh: Lý 348; thu thập ngày 11 tháng 6 năm 2009 ở tọa độ 10°48′51″B 107°54′45″Đ / 10,81417°B 107,9125°Đ, cao độ 145 m, Khu bảo tồn thiên nhiên Tà Cú, huyện Hàm Thuận Nam, tỉnh Bình Thuận, Việt Nam.

## Từ nguyên
Tính từ định danh xanthella phát sinh từ tiếng Hy Lạp ξανθός (xanthos), có nghĩa là màu vàng, để nói tới màu vàng của hoa loài này.

## Phân bố
Loài này có tại Khu bảo tồn thiên nhiên Tà Cú (tỉnh Bình Thuận), Vườn quốc gia Cát Tiên (các tỉnh Đồng Nai, Lâm Đồng và Bình Phước) và đèo Bảo Lộc (tỉnh Lâm Đồng), Việt Nam. Trong các rừng lá rộng bán sớm rụng hỗn giao và rừng thường xanh miền núi, ở cao độ 130–550 m. Ra hoa cuối tháng 4 đến tháng 6, tạo quả sau khoảng 1 tháng.

## Mô tả
Rất giống với C. flaviflora, nhưng khác ở chỗ phiến lá mỏng hơn uốn nếp rõ nét với đáy thuôn tròn đến hình tim và dài hơn, các nhị lép bên nổi lên rõ hơn.
Cây thảo nhỏ có thân rễ, cao tới 0,6 m. Thân rễ hình trứng, ~1,5-3 × 1–2 cm, với các nhánh mỏng (đường kính ~3–6 mm), vỏ nâu nhạt, ruột vàng nhạt; hơi thơm với mùi như mùi hạnh đắng, vị đắng; củ rễ hình elip, dài 2–3 cm, vỏ nâu nhạt, ruột trắng kem, cách thân rễ một khoảng cách nhất định. Chồi lá 3-6 lá, cùng hoặc ngay sau khi ra hoa; thân giả dài đến 15(-30) cm, xannh lục, bao gồm các lá bắc bẹ và bẹ lá; lá bắc bẹ 1-3, ánh màu tía nhạt khi non, nhanh khô và rữa; bẹ lá xanh lục, nhẵn nhụi; lưỡi bẹ dài đến 3 mm, 2 thùy, như thủy tinh, trắng ánh lục, trong mờ, nhẵn nhụi; cuống lá dài đến 23 cm (lá càng nằm trong thì cuống càng dài), có rãnh, xanh lục, nhẵn nhụi; phiến lá hơi không đều, hình elip-hình mác, đến 32 × 9,5 cm (có thể lớn hơn vào cuối mùa), uốn nếp rõ nét, mặt gần trục xanh lục tươi, nhẵn nhụi, mặt xa trục lục nhạt hơn, nhẵn nhụi; gân giữa xanh lục, nhẵn nhụi cả hai mặt; đáy thuôn tròn đến hình tim; đỉnh nhọn thon, có lông tơ mịn. Cụm hoa ở bên, cuống và thường cả gốc của cụm hoa ngầm dưới đất; cuống cụm dài đến 15 cm, đường kính tới 6 mm, màu trắng kem, với đến 5 lá bắc bao lấy; cành hoa bông thóc dài 4–5 cm, đường kính ~1,5–2 cm ở giữa, rộng hơn về phía đỉnh, không mào; lá bắc sinh sản 4-8 mỗi cụm hoa, lá bắc 4,5 × 2,1 cm (lớn hơn tại đáy cụm hoa, các lá bắc bên trong nhỏ dần và hẹp hơn), hình trứng đến hình trứng hẹp, nhỏ hơn và hình trứng ở đỉnh, ánh trắng tại đáy, lục nhạt với các mức độ ánh nâu đỏ rỉ sắt khác nhau về phía đỉnh, hai mặt có lông tơ mịn, hợp sinh khoảng 1/4 chiều dài phía dưới, đỉnh nhọn hẹp, uốn ngược; xim hoa bọ cạp xoắn ốc với 2 hoa tại đáy cụm hoa, 1 hoa ở đỉnh; lá bắc con 1 mỗi hoa, hình tam giác hẹp, 2-8 × 1-1,5 mm (các lá bắc con bên ngoài lớn hơn, bên trong nhỏ dần), như thủy tinh, trắng trong mờ, nhẵn nhụi trừ có lông ngắn ở đỉnh. Hoa dài ~7,5 cm, thò ra nhiều từ lá bắc; đài hoa dài đến 3 cm, 3 răng, với vết xẻ một bên ~1,1 cm, trắng trong mờ, thưa lông mịn; ống hoa dài ~3,5 cm, bên ngoài màu trắng, gần như nhẵn nhụi ở phần gốc, màu ánh vàng có lông ngắn ở mặt trong và phần đỉnh (2/3) của mặt ngoài, với rãnh lưng giữ vòi nhụy; thùy tràng lưng ~3-3,4 × 1-1,2 cm, hình trứng tam giác, lõm, nhẵn nhụi, ánh trắng tại gốc, ánh vàng về phía đỉnh, đỉnh có mấu nhọn, mấu dài 2–3 mm, đôi khi với ít lông ngắn; các thùy tràng bên ~ 2,7-2,8 × 0,9–1 cm, hình trứng tam giác, lõm, nhẵn nhụi, ánh trắng tại gốc, ánh vàng về phía đỉnh; cánh môi ~3,2-3,5 × 2,2-2,5 cm, hình trứng ngược, đỉnh khía răng cưa, vết xẻ tới 1,2 cm, đáy từ màu trắng đến vàng nhạt, giữa và đỉnh màu vàng, với 2 vạch phồng màu vàng-da cam chạy dọc theo phần giữa tạo thành dải trung tâm, rậm lông tơ mịn với các lông tuyến; nhị lép bên ~3,2-3,5 × 1,5-1,6 cm, thuôn dài không đều, màu vàng tươi với các lông tuyến ngắn trên mặt gần trục. Nhị dài 1,2-1,3 cm; chỉ nhị dài 4–9 mm, màu trắng kem, rộng ~4 mm tại đáy, 2-2,5 mm tại đỉnh (điểm gắn vào mô liên kết), có lông tuyến ngắn che phủ; bao phấn dài ~0,8-0,9 cm, có cựa; mô liên kết màu trắng kem, rậm lông tuyến ngắn; cựa bao phấn dài ~0,6 cm, nhọn hẹp, hướng ra ngoài tạo ra hình chữ L cho bao phấn; mào bao phấn không rõ nét; mô vỏ bao phấn 3–4 mm, hình tim, nằm ở đỉnh, nứt dọc theo chiều dài. Tuyến trên bầu 2, dài ~15 mm, đường kính ~0,5-0,75 mm, màu trắng kem. Vòi nhụy mỏng, trắng, nhẵn nhụi, nằm trong rãnh mặt lưng của ống hoa; đầu nhụy dài ~1,5 mm, rộng ~1,75 mm, màu trắng, lỗ nhỏ có lông rung ngắn, hướng về phía trước. Bầu nhụy 4 × 2,5 mm, 3 ngăn, rậm lông tơ mịn. Quả nang hình cầu 3 ngăn, đường kính ~1-1,5 cm, màu trắng, có lông tơ mịn; hạt hình trứng ngược không đều, dài ~4 mm, nâu nhạt, bóng, nằm trong áo hạt trắng trong mờ, xé rách.